# Liste de femmes pilotes de NASCAR
Il y a des femmes pilotes de NASCAR depuis 1949.
Depuis juillet 2016, aucune femme n'a gagné une course des trois séries principales de NASCAR ; seules Tammy Jo Kirk (en) (en 1994) et Johanna Long (en 2010) ont gagné le Snowball Derby (en), qui attire tous genres de pilotes ; depuis juillet 2016, les seules femmes à avoir obtenu la pole position sont Shawna Robinson (en) et Danica Patrick.
La plupart des femmes pilotes de NASCAR a commencé sa carrière en open-wheel racing (monoplace), comme Danica Patrick ou Janet Guthrie, en IndyCar Series ou en ARCA (Danica Patrick, Erin Crocker (en), Tina Gordon (en)). Elles ont aussi couru les Whelen All-American Series (en) ou encore le Drive for Diversity (en). En outre, Betty Skelton Erde (en) (1926-2011), plus pilote d'avions que d'automobiles, a conduit la voiture de sécurité à Daytona, en 1954, et a été chronométrée à 170,40 km/h, emportant le record de vitesse féminin en stock-car.

## Histoire

### XXesiècle

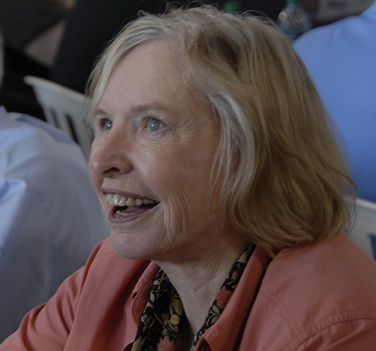
Janet Guthrie est la première femme à courir sur un ovale après avoir participé au World 600.

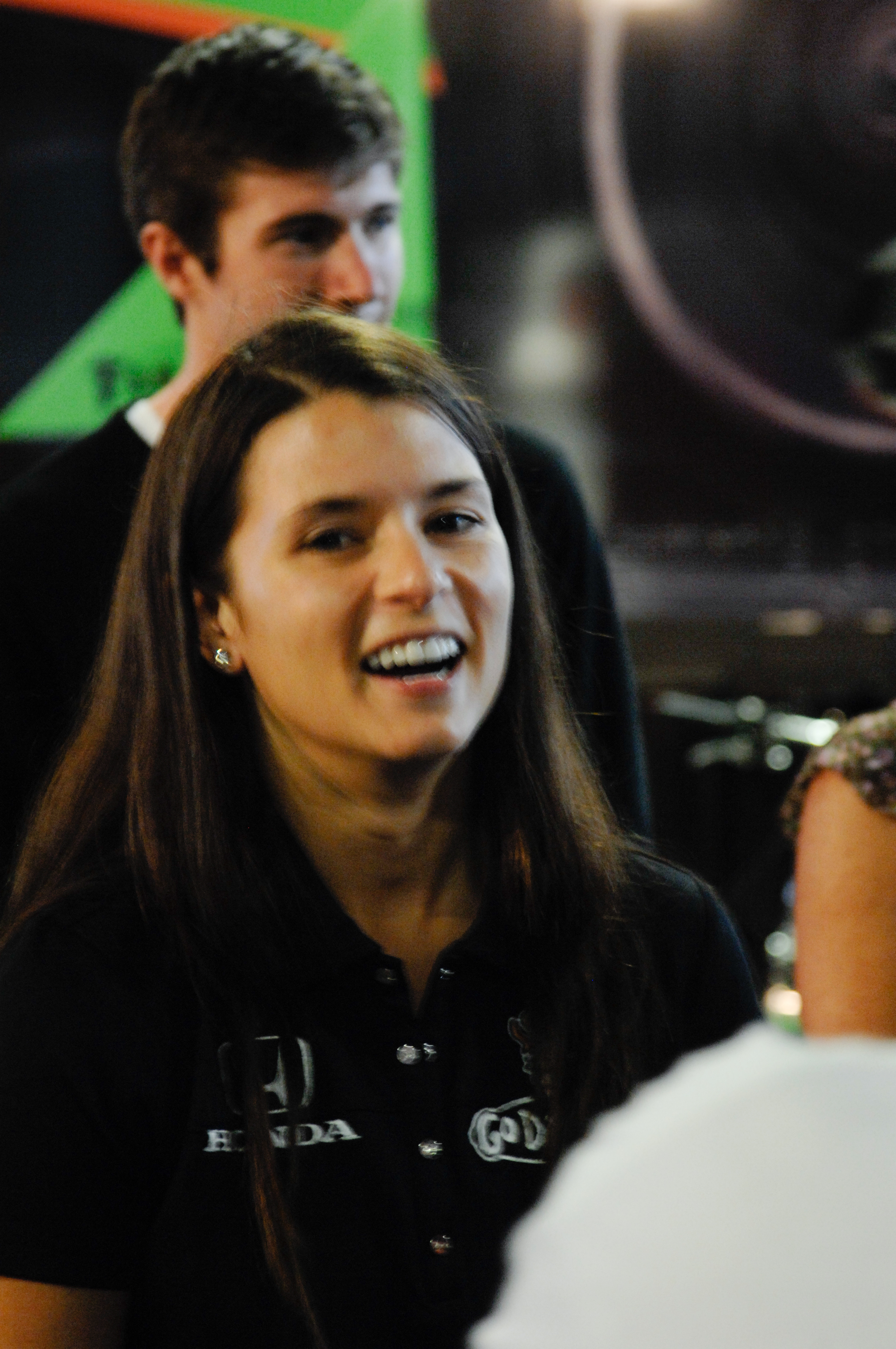
Danica Patrick, pole position en 2012 au, la course d'ouverture de la saison au 2013 Daytona 500.

Contrairement à l’Indianapolis 500 qui les décourage, la NASCAR autorise les femmes dès le début, en 1949. Sara Christian (en) est la première à participer à la course inaugurale sur le circuit Charlotte Speedway en Caroline du Nord. Dans la deuxième course officielle de la Daytona Beach and Road Course (en), Ethel Mobley (en) et Louise Smith (en) s'ajoutent à Sara. Ethel Mobley se classe 11e et termine première femme.
De 1949 à 1976, très peu de femmes courent, jusqu'à ce que Janet Guthrie participe au World 600 s'y classant 15e en devançant Dale Earnhardt.
En 1977, Janet Guthrie devient la première femme leader de la NASCAR Cup Series.
En 1986, Patty Moise (en) devient la première femme leader de la Xfinity Series.
En 1988, Shawna Robinson (en) devient la première femme à gagner en NASCAR Home Tracks (en). Cette même année, elle remporte les titres de Rookie of the Year (« Débutant de l'année ») et le Most Popular Driver (« Pilote le/la plus populaire ») des Goody's Dash Series (en).
En 1989, Shawna Robinson devient la première femme à décrocher la pole position d'une course de NASCAR à l'occasion les Goody's Dash Series.

### XXIesiècle
Les femmes pilotes de NASCAR créent le programme Drive for Diversity (« Conduisez pour la diversité »), en 2004.
Avant ce programme, Shawna Robinson est l'une des rares femmes de cette discipline et, en 2001, elle devient la deuxième femme à remporter la NASCAR Cup Series après Janet Guthrie, en 1980.
En 2003, Robinson est la première femme à avoir une équipe entièrement féminine dans son stand, au Texas Motor Speedway.
En 2010, Danica Patrick, pilote d’IndyCar, rejoint la NASCAR pour piloter en K&N Pro Series East (en) et en Xfinity Series. Danica réalise une performance importante en décrochant la pole position du PowerShares QQQ 300 de 2012, devenant ainsi la première femme à l'obtenir depuis Shawna Robinson. Néanmoins, elle ne termine que 38e à la suite d'un accident.
En 2011, Johanna Long âgée de 19 ans, devient la plus jeune pilote à remporter le Snowball Derby en NASCAR Truck Series. Elle débute en Xfinity Series au PowerShares QQQ 300 qu'elle termine à la 17e place devant Danica Patrick,.
En 2012, Danica Patrick pilote également en NASCAR Cup Series et devient la première femme à être élue Pilote le.a plus populaire du Nationwide (en) des trois principales séries. L'année suivante, elle devient la première femme de l'histoire de la Cup Series à piloter en programme complet (full-time ride avec l'équipe Stewart-Haas Racing), à occuper la pole position au Daytona 500 2012 et à mener les courses de l’Indianapolis 500 et du Daytona 500. Elle termine classée 8e de la NASCAR Cup Series 2013, meilleure place obtenue par une femme. En 2014, Danica Patrick devient la première femme à piloter au Clash et elle est la première femme à mener la course disputée à Talladega (Alabama). Cette même année, elle obtient trois Top 10, sa meilleure performance étant une 6e place. En 2015, elle égale Janet Guthrie au nombre de Top 10 réalisés par une femme pilote en Cup Series à la suite de sa 7e place au Martinsville Speedway et devient la détentrice de ce record après la course disputée à Bristol (Tennessee). Au Michigan International Speedway, elle devient la première femme pilote a mener sous drapeau vert sur un circuit autorisé sans plaque de restriction. Au Kentucky Speedway, elle devient la première femme à cumuler 100 départs en Cup Series.
En 2014, la Whelen Euro Series crée la Lady Cup pour les femmes pilotes.

## Pilotes
Les statistiques ci-dessous datent de juillet 2018.
Cette liste est dynamique en ce qu'elle évolue régulièrement et ne sera peut-être jamais complète. Vous pouvez la compléter en citant des sources fiables.

### NASCAR Cup Series
Aussi dénommé en fonction du sponsoring du nom, Strictly Stock Series, Grand National Series, Winston Cup Series, Nextel Cup Series, Spring Cup Series et Monster Energy NASCAR Cup Series.
| Pilote                | Pays       | no        | Débuts | Courses | Victoires | Top 5 | Top 10 | Pole positions | Meilleur classement |
| --------------------- | ---------- | --------- | ------ | ------- | --------- | ----- | ------ | -------------- | ------------------- |
| Christine Beckers     | Belgique   | retraitée | 1977   | 1       | 0         | 0     | 0      | 0              | N/C                 |
| Ann Bunselmeyer       | États-Unis | retraitée | 1950   | 1       | 0         | 0     | 0      | 0              | 126e (1950)         |
| Ann Chester           | États-Unis | retraitée | 1950   | 2       | 0         | 0     | 0      | 0              | N/C                 |
| Sara Christian (en)   | États-Unis | †         | 1949   | 7       | 0         | 1     | 2      | 0              | 13e (1949)          |
| Janet Guthrie         | États-Unis | retraitée | 1976   | 33      | 0         | 0     | 5      | 0              | 23e (1977)          |
| Lella Lombardi        | Italie     | †         | 1977   | 1       | 0         | 0     | 0      | 0              | N/C                 |
| Robin McCall (en)     | États-Unis | retraitée | 1982   | 2       | 0         | 0     | 0      | 0              | 74e (1982)          |
| Ethel Mobley (en)     | États-Unis | †         | 1949   | 2       | 0         | 0     | 0      | 0              | 52e (1949)          |
| Patty Moise (en),     | États-Unis | retraitée | 1987   | 5       | 0         | 0     | 0      | 0              | 59e (1988)          |
| Marian Pagan          | États-Unis | retraitée | 1954   | 1       | 0         | 0     | 0      | 0              | N/C                 |
| Goldie Parsons        | États-Unis | retraitée | 1965   | 1       | 0         | 0     | 0      | 0              | N/C                 |
| Danica Patrick        | États-Unis | 10        | 2012   | 191     | 0         | 0     | 7      | 1              | 24e (2016)          |
| Shawna Robinson (en), | États-Unis | retraitée | 1995   | 8       | 0         | 0     | 0      | 0              | 52e (2002)          |
| FiFi Scott            | États-Unis | retraitée | 1955   | 2       | 0         | 0     | 0      | 0              | 216e (1955)         |
| Louise Smith (en),    | États-Unis | †         | 1949   | 11      | 0 [a]     | 0     | 0      | 0              | 63e (1949)          |

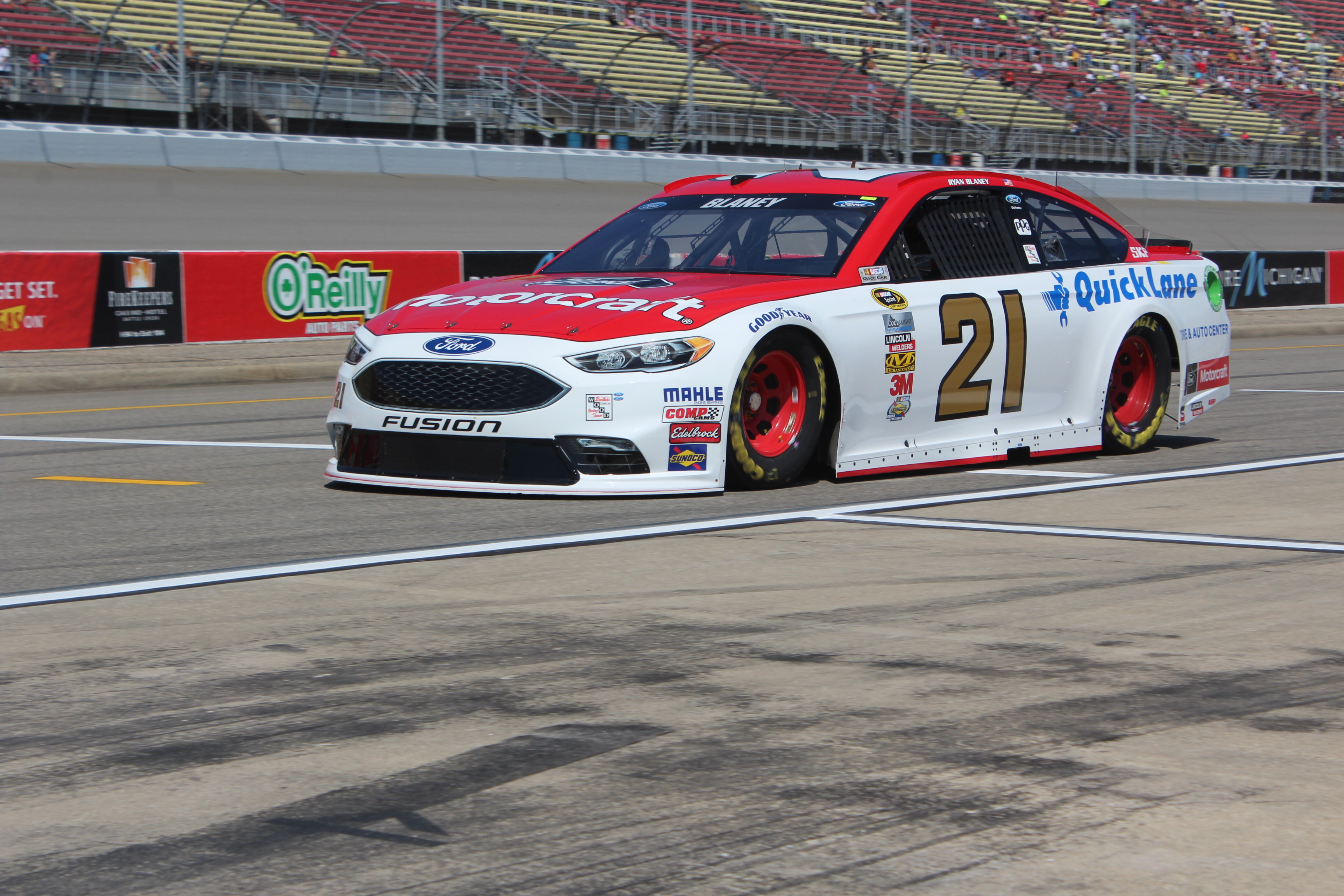
Une Ford Fusion de NASCAR Cup Series 2016.
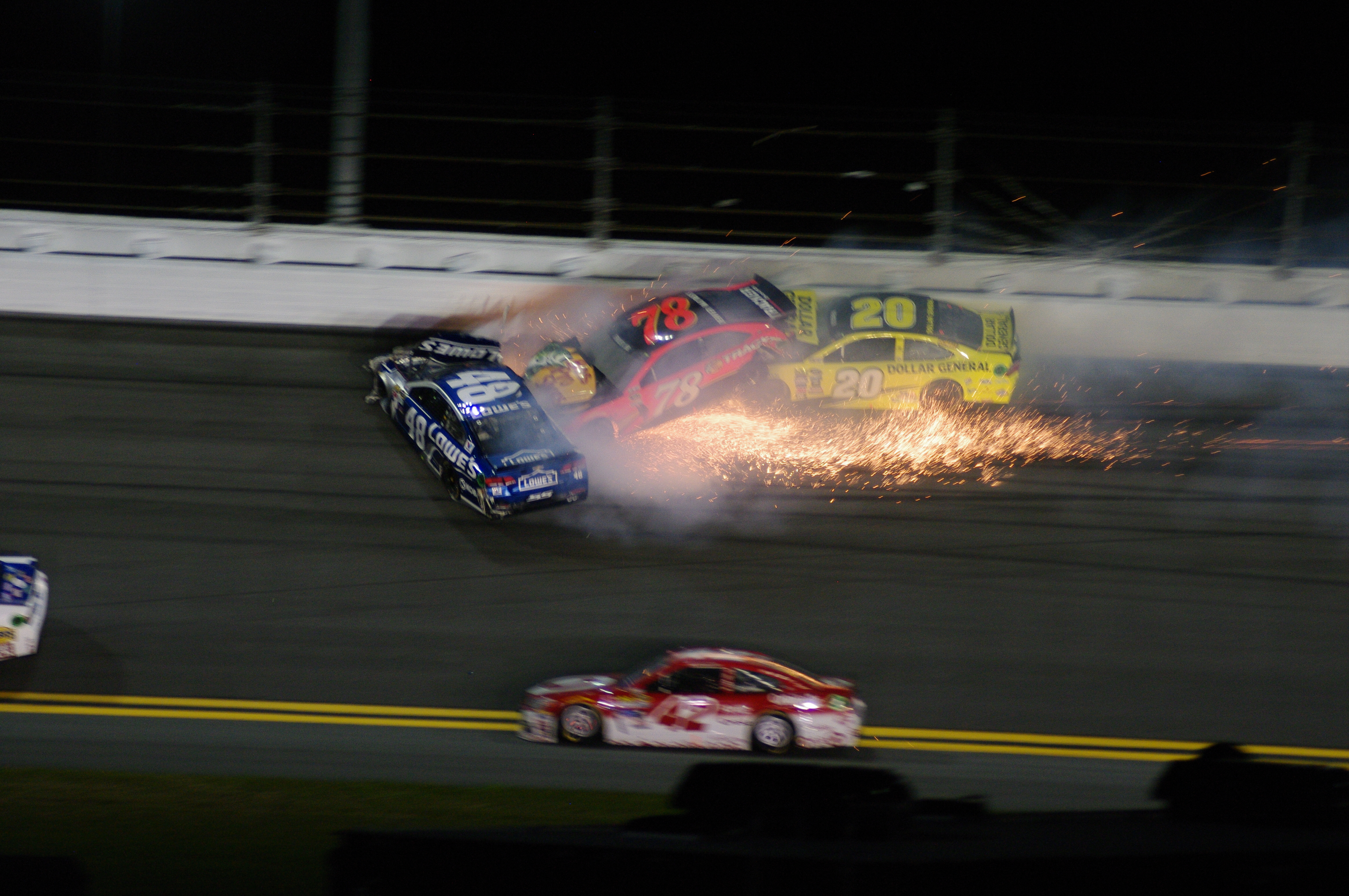
Accrochage en NASCAR Cup Series 2016.

### Xfinity Series
Aussi dénommé en fonction du sponsoring du nom, Busch Series, Nationwide Series.
| Pilote                | Pays       | no        | Débuts | Courses | Victoires | Top 5 | Top 10 | Pole positions | Meilleur classement |
| --------------------- | ---------- | --------- | ------ | ------- | --------- | ----- | ------ | -------------- | ------------------- |
| Mackena Bell (en)     | États-Unis | inactive  | 2014   | 1       | 0         | 0     | 0      | 0              | 69e (2014)          |
| Jennifer Jo Cobb (en) | États-Unis | 13        | 2004   | 31      | 0         | 0     | 0      | 0              | 29e (2011)          |
| Amber Cope (en)       | États-Unis | inactive  | 2011   | 2       | 0         | 0     | 0      | 0              | 82e (2011)          |
| Angela Cope (en)      | États-Unis | inactive  | 2011   | 7       | 0         | 0     | 0      | 0              | 55e (2011)          |
| Erin Crocker (en)     | États-Unis | retraitée | 2005   | 10      | 0         | 0     | 0      | 0              | 67e (2006)          |
| Kim Crosby (en)       | États-Unis | retraitée | 2004   | 10      | 0         | 0     | 0      | 0              | 72e (2004)          |
| Claire Decker (en)    | États-Unis | 77        | 2016   | 2       | 0         | 0     | 0      | 0              | 126e (2016)         |
| Paige Decker (en)     | États-Unis | 97        | 2016   | 2       | 0         | 0     | 0      | 0              | 75e (2016)          |
| Maryeve Dufault,      | Canada     | inactive  | 2011   | 2       | 0         | 0     | 0      | 0              | 76e (2011)          |
| Milka Duno            | Venezuela  | inactive  | 2014   | 2       | 0         | 0     | 0      | 0              | 74e (2014)          |
| Tina Gordon (en)      | États-Unis | retraitée | 2001   | 14      | 0         | 0     | 1      | 0              | 51e (2004)          |
| Lisa Jackson          | États-Unis | retraitée | 1982   | 1       | 0         | 0     | 0      | 0              | 135e (1982)         |
| Tammy Jo Kirk (en),   | États-Unis | retraitée | 2003   | 15      | 0         | 0     | 0      | 0              | 45e (2003)          |
| Johanna Long,         | États-Unis | inactive  | 2012   | 42      | 0         | 0     | 0      | 0              | 20e (2012)          |
| Debbie Lunsford       | États-Unis | retraitée | 1989   | 1       | 0         | 0     | 0      | 0              | 85e (1989)          |
| Patty Moise (en),     | États-Unis | retraitée | 1986   | 133     | 0         | 0     | 4      | 0              | 22e (1990)          |
| Danica Patrick        | États-Unis | inactive  | 2010   | 61      | 0         | 1     | 7      | 1              | 10e (2012)          |
| Mara Reyes (en)       | Mexique    | retraitée | 2005   | 1       | 0         | 0     | 0      | 0              | 131e (2005)         |
| Shawna Robinson (en)  | États-Unis | retraitée | 1991   | 61      | 0         | 0     | 1      | 1              | 23e (1993)          |
| Kat Teasdale          | Canada     | †         | 1998   | 1       | 0         | 0     | 0      | 0              | 109e (1998)         |
| Diane Teel (en)       | États-Unis | retraitée | 1982   | 11      | 0         | 0     | 2      | 0              | 40e (1983)          |
| Chrissy Wallace (en)  | États-Unis | inactive  | 2010   | 2       | 0         | 0     | 0      | 0              | 106e (2010)         |

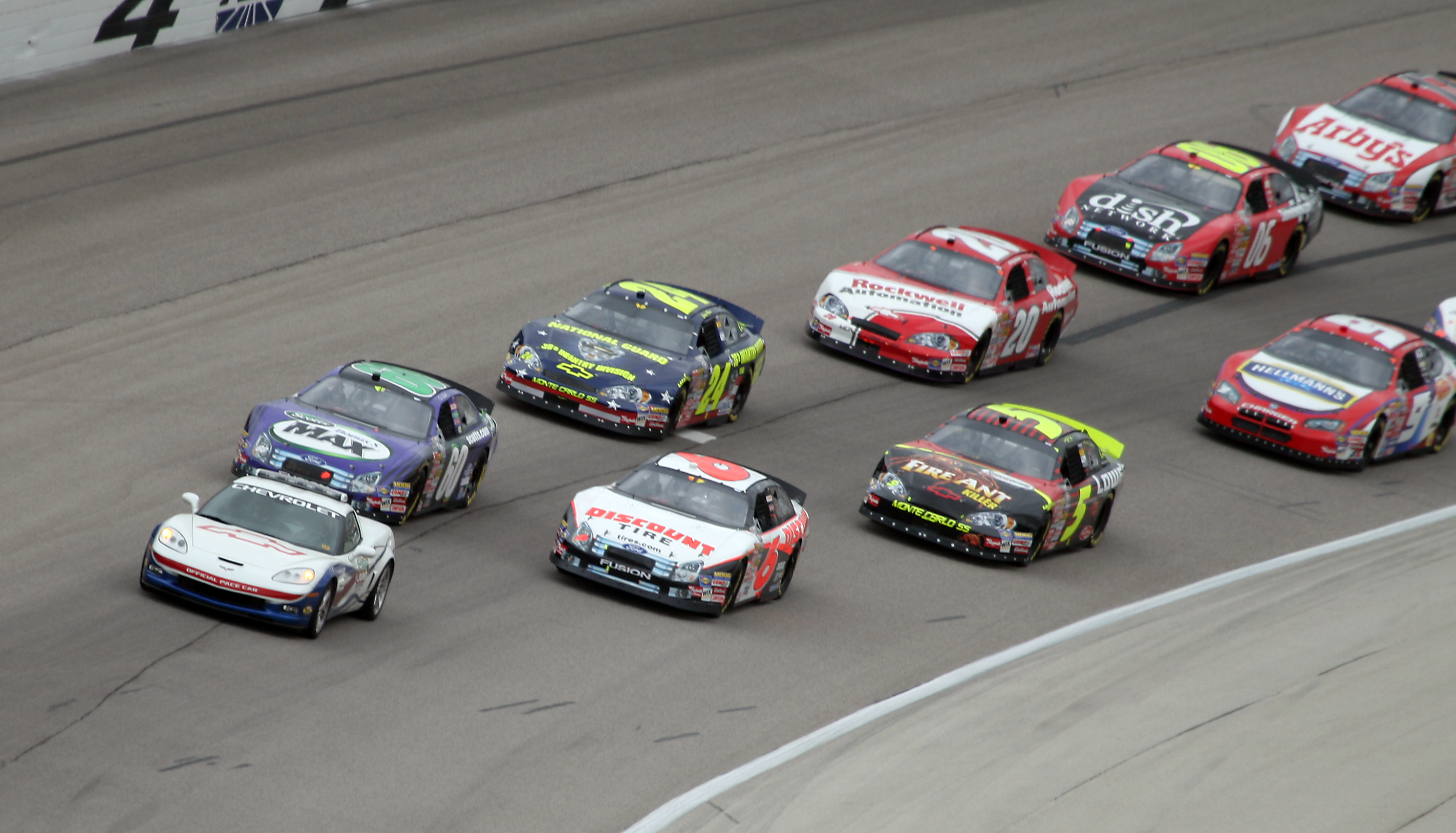
Peloton ex-Busch sous contrôle d'une Corvette C6pace-car, en 2007.
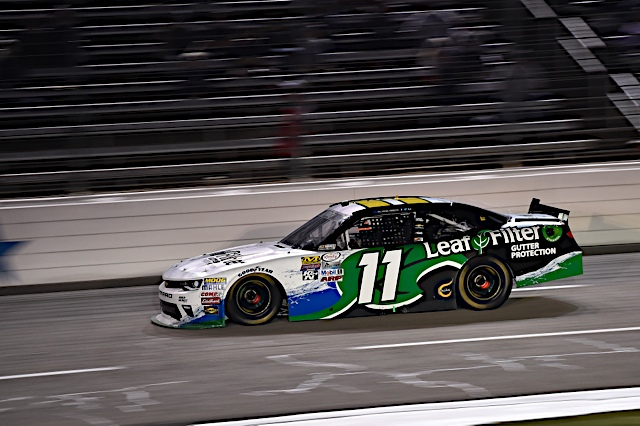
Une Chevrolet Camaro de Xfinity 2016.
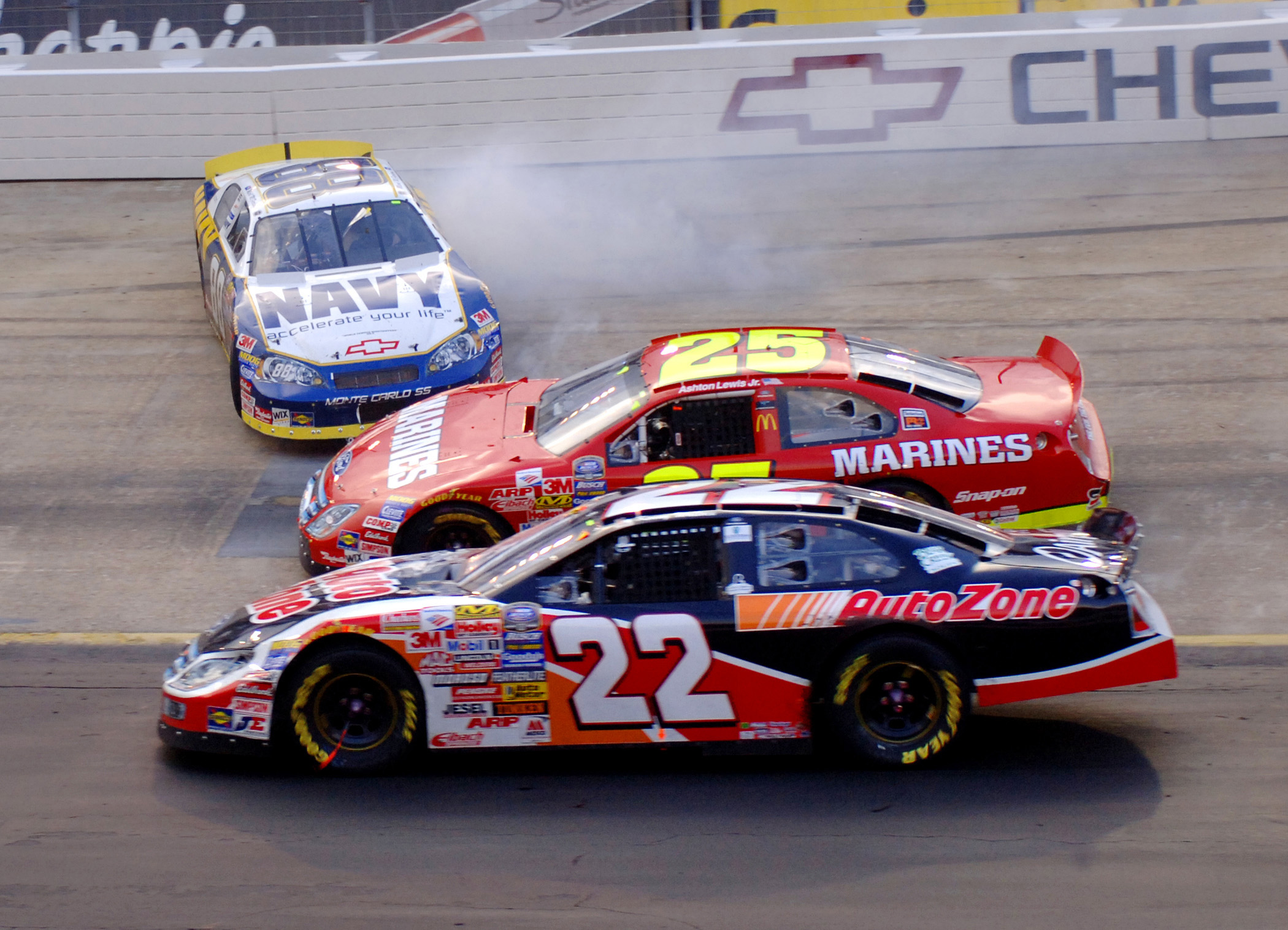
Accrochage en Xfinity (2006).

### Camping World Truck Series
Aussi dénommé en fonction du sponsoring du nom, SuperTruck Series by Craftsman, Craftsman Truck Series.
| Pilote                | Pays       | no        | Débuts | Courses | Victoires | Top 5 | Top 10 | Pole positions | Meilleur classement |
| --------------------- | ---------- | --------- | ------ | ------- | --------- | ----- | ------ | -------------- | ------------------- |
| Jennifer Jo Cobb (en) | États-Unis | 10        | 2008   | 162     | 0         | 0     | 1      | 0              | 16e (2014)          |
| Amber Cope (en)       | États-Unis | inactive  | 2010   | 1       | 0         | 0     | 0      | 0              | 104e (2010)         |
| Angela Cope (en)      | États-Unis | inactive  | 2010   | 1       | 0         | 0     | 0      | 0              | 111e (2010)         |
| Madeline Crane        | États-Unis | inactive  | 2015   | 0       | 0         | 0     | 0      | 0              | 111e (2015)         |
| Erin Crocker (en)     | États-Unis | retraitée | 2005   | 29      | 0         | 0     | 0      | 0              | 25e (2006)          |
| Claire Decker (en)    | États-Unis | 10        | 2016   | 2       | 0         | 0     | 0      | 0              | 105e (2016)         |
| Natalie Decker (en)   | États-Unis | 14        | 2016   | 0       | 0         | 0     | 0      | 0              | 118e (2016)         |
| Paige Decker (en)     | États-Unis | inactive  | 2015   | 2       | 0         | 0     | 0      | 0              | 76e (2015)          |
| Gabi DiCarlo          | États-Unis | inactive  | 2009   | 3       | 0         | 0     | 0      | 0              | 54e (2009)          |
| Milka Duno            | Venezuela  | inactive  | 2014   | 1       | 0         | 0     | 0      | 0              | 103e (2014)         |
| Cassie Gannis (en)    | États-Unis | inactive  | 2015   | 0       | 0         | 0     | 0      | 0              | 116e (2015)         |
| Tina Gordon (en)      | États-Unis | retraitée | 2003   | 16      | 0         | 0     | 0      | 0              | 25e (2003)          |
| Tammy Jo Kirk (en)    | États-Unis | retraitée | 1997   | 32      | 0         | 0     | 0      | 0              | 20e (1997)          |
| Johanna Long          | États-Unis | inactive  | 2010   | 24      | 0         | 0     | 0      | 0              | 21e (2011)          |
| Teri MacDonald (en)   | Canada     | retraitée | 2002   | 7       | 0         | 0     | 0      | 0              | 55e (2002)          |
| Alli Owens (en)       | États-Unis | inactive  | 2011   | 0       | 0         | 0     | 0      | 0              | 119e (2011)         |
| Deborah Renshaw (en), | États-Unis | retraitée | 2004   | 38      | 0         | 0     | 0      | 0              | 24e (2005)          |
| Shawna Robinson (en)  | États-Unis | retraitée | 2003   | 3       | 0         | 0     | 0      | 0              | 72e (2003)          |
| Natalie Sather (en)   | États-Unis | inactive  | 2012   | 0       | 0         | 0     | 0      | 0              | N/C                 |
| Caitlin Shaw (en)     | États-Unis | inactive  | 2009   | 2       | 0         | 0     | 0      | 0              | 88e (2009)          |
| Kelly Sutton (en)     | États-Unis | retraitée | 2003   | 54      | 0         | 0     | 0      | 0              | 26e (2004)          |
| Michelle Theriault,   | États-Unis | inactive  | 2008   | 6       | 0         | 0     | 0      | 0              | 68e (2009)          |
| Chrissy Wallace (en)  | États-Unis | inactive  | 2008   | 7       | 0         | 0     | 0      | 0              | 42e (2008)          |
| Angie Wilson,         | États-Unis | retraitée | 2002   | 4       | 0         | 0     | 0      | 0              | 51e (2002)          |

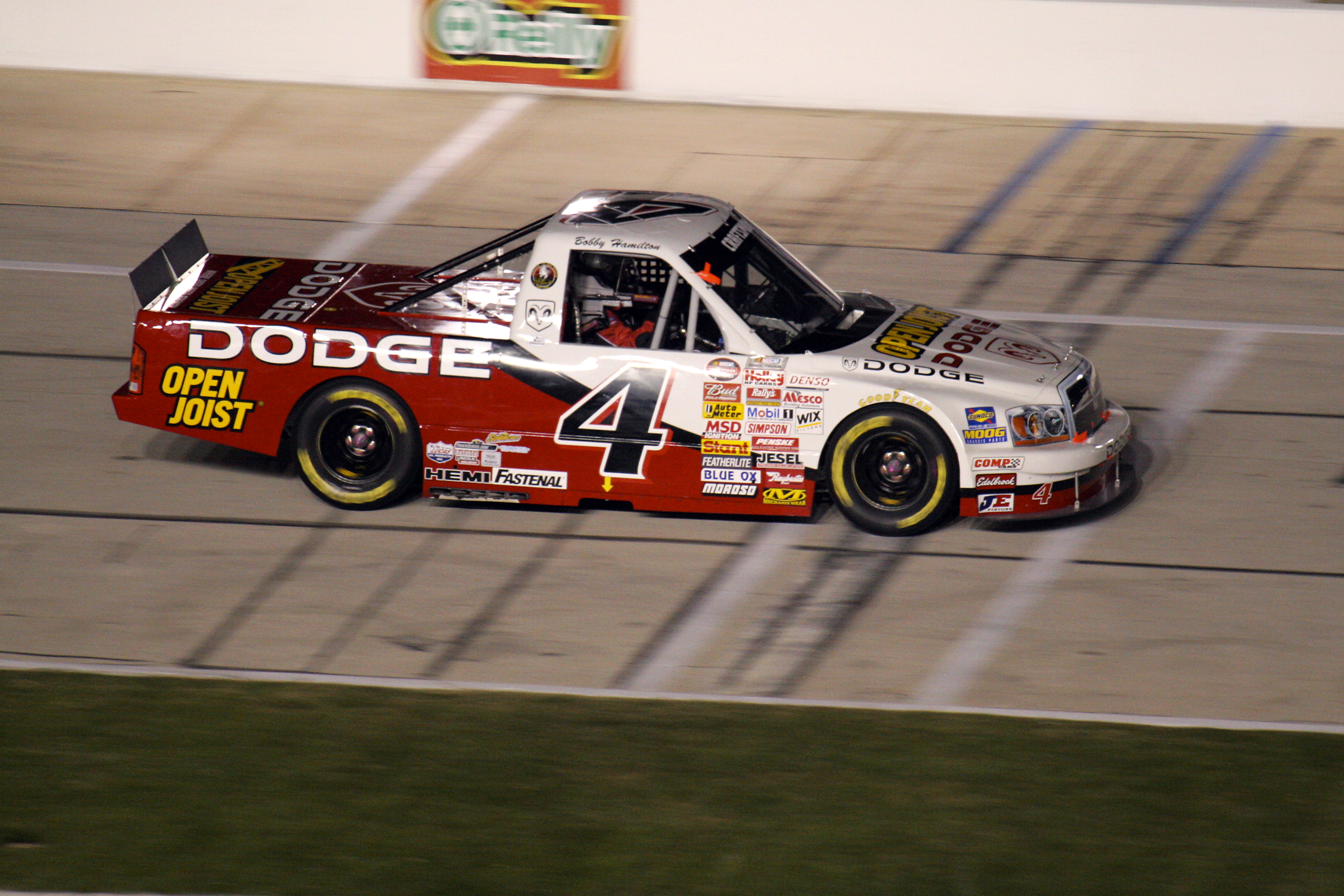
Un Dodge Ram d'ex-Craftsman Truck 2007.
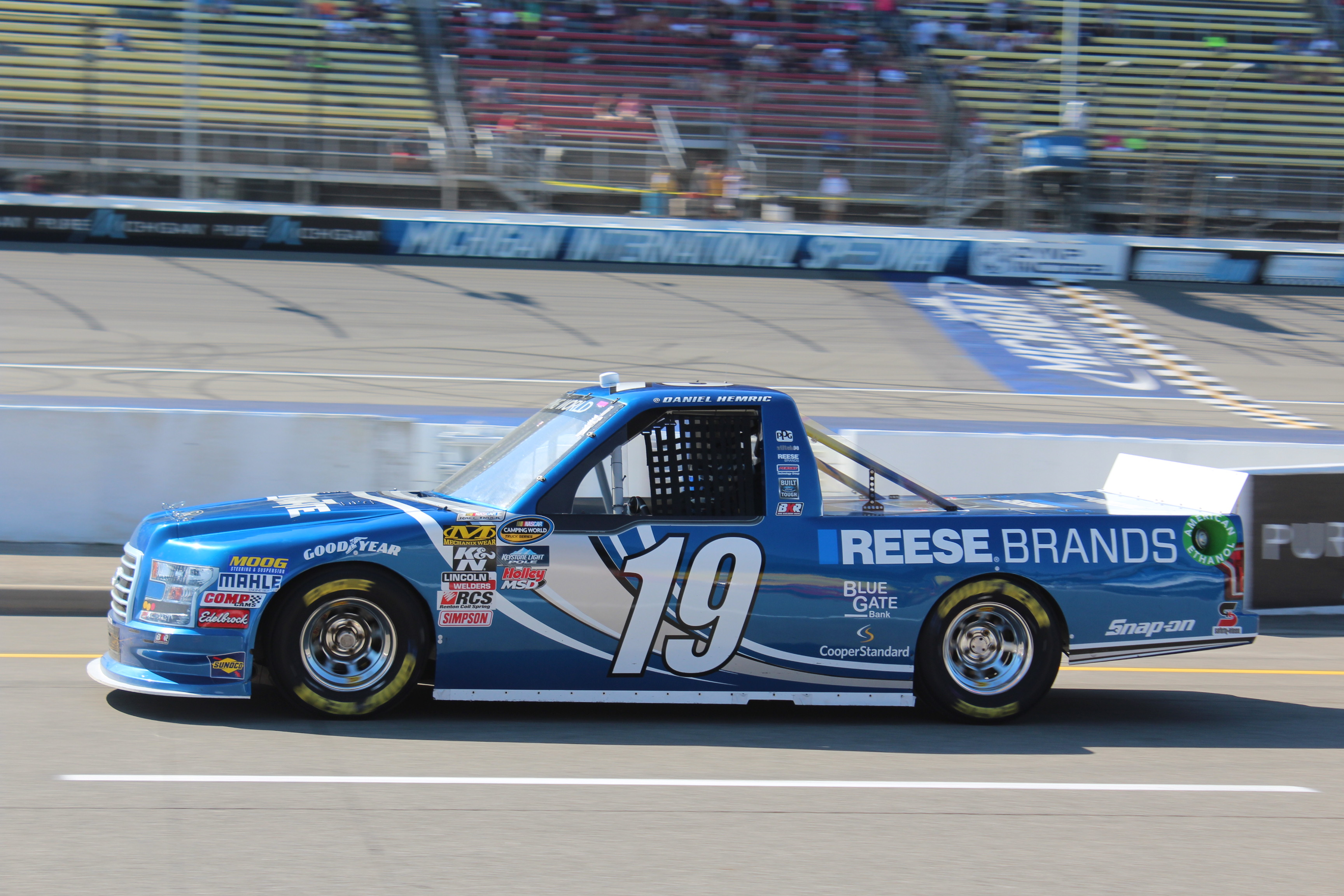
Un F-150 pick-up de Camping World Truck Series 2016.

### Autresseries
K&N Pro Series East, K&N Pro Series West, Pinty's Series, Whelen Euro Series Elite 1 Division, Whelen Euro Series Elite 2 Division, Whelen Modified Tour, Whelen Southern Modified Tour, etc.
| Pilote                  | Pays       | no        | Débuts    | Courses | Victoires | Top 5 | Top 10 | Pole positions | Meilleur classement          | Série(s)                                                       |
| ----------------------- | ---------- | --------- | --------- | ------- | --------- | ----- | ------ | -------------- | ---------------------------- | -------------------------------------------------------------- |
| Nicole Behar            | États-Unis | inactive  | 2014      | 16      | 0         | 2     | 11     | 0              | 10e (2015)                   | K&N Pro Series West (en)                                       |
| Mackena Bell (en)       | États-Unis | inactive  | 2010      | 36      | 0         | 2     | 5      | 0              | 3e (2013)                    | K&N Pro Series East (en)                                       |
| Sherry Blakley (en)     | États-Unis | †         | 1991      | 29      | 0         | 0     | 0      | 0              | N/C                          | Goody's Dash Series (en)                                       |
| Jessica Brunelli        | États-Unis | inactive  | 2011      | 9       | 0         | 0     | 1      | 0              | 29e (2012)                   | K&N West                                                       |
| Kristin Bumbera         | États-Unis | inactive  | 2009      | 8       | 0         | 0     | 0      | 0              | 26e (2009 K&N East)          | K&N East / K&N West                                            |
| Arianna Casoli          | Italie     | 54        | 2016      | 31      | 0         | 0     | 1      | 0              | 15e (2017)                   | Whelen Euro Series                                             |
| Sarah Cornett-Ching     | Canada     | 02/25     | 2011      | 8/1     | 0         | 0     | 0      | 0              | 25e (2016 K&N East)          | K&N East / Pinty's Series                                      |
| Maryeve Dufault         | Canada     | inactive  | 2010      | 2       | 0         | 0     | 0      | 0              | 44e (2010)                   | Pinty's Series                                                 |
| Melissa Fifield         | États-Unis | 01        | 2014      | 64      | 0         | 0     | 0      | 0              | 15e (2017 Whelen MT)         | Whelen Modified Tour (en) Whelen Southern Modified Tour (en)   |
| Cassie Gannis (en)      | États-Unis | inactive  | 2011      | 8       | 0         | 0     | 0      | 0              | 22e (2012)                   | K&N West                                                       |
| Leslie González         | Mexique    | retraitée | 2005      | 1       | 0         | 0     | 0      | 0              | N/C                          | Mexique Series (en)                                            |
| Ali Kern                | États-Unis | 4         | 2010      | 17      | 0         | 0     | 1      | 0              | 12e (2016)                   | K&N East                                                       |
| Julia Landauer          | États-Unis | 88/54     | 2017/2016 | 2/28    | 0         | 0/8   | 1/20   | 0              | 30e (2017)/4e (2016)         | K&N East/K&N West                                              |
| Francesca Linossi       | Italie     | inactive  | 2014      | 19      | 0         | 0     | 9      | 0              | 9e (2015)                    | Whelen ES Elite 2 Division                                     |
| Toni Marie McCray       | États-Unis | inactive  | 2010      | 2       | 0         | 0     | 0      | 0              | 48e (2010)                   | K&N West                                                       |
| Erika Monforte          | Italie     | 88        | 2014      | 19      | 0         | 0     | 2      | 0              | 10e (2014)                   | Whelen ES Elite 2 Division                                     |
| Leilani Münter (en)     | États-Unis | inactive  | 2004      | 0       | 0         | 0     | 0      | 0              | N/C                          | Southeast Series (en)                                          |
| Hannah Newhouse         | États-Unis | 46        | 2012      | 7       | 0         | 0     | 2      | 0              | 29e (2015)                   | K&N West                                                       |
| Carole Perrin           | France     | inactive  | 2012      | 30      | 0         | 3     | 13     | 0              | 10e (2015 Whelen ES Elite 2) | Whelen Euro Series Elite 1 Division Whelen ES Elite 2 Division |
| Gabriela Prado          | Brésil     | inactive  | 2015      | 9       | 0         | 0     | 0      | 0              | 15e (2015)                   | Whelen ES Elite 2 Division                                     |
| Estefanía Reyes         | Mexique    | retraitée | 2007      | 17      | 0         | 0     | 0      | 0              | N/C                          | Mexique Series                                                 |
| Mara Reyes (en)         | Mexique    | retraitée | 2004      | 28      | 0         | 8     | 20     | 1              | 5e (2005 Mexique Series)     | K&N Pro Series West / Mexique Series                           |
| Kenzie Ruston           | États-Unis | inactive  | 2013      | 44      | 0         | 7     | 17     | 0              | 6e (2013)                    | K&N East                                                       |
| FiFi Scott              | États-Unis | retraitée | 1954      | 4       | 0         | 0     | 0      | 0              | N/C                          | K&N West                                                       |
| Ashley Taws (en)        | Canada     | inactive  | 2008      | 1       | 0         | 0     | 0      | 0              | 44e (2008)                   | Pinty's Series                                                 |
| Kat Teasdale            | Canada     | †         | 1997      | 2       | 0         | 0     | 0      | 0              | 73e (1997)                   | K&N East                                                       |
| Erica Thiering          | Canada     | inactive  | 2014      | 11      | 0         | 0     | 2      | 0              | 17e (2015)                   | Pinty's Series                                                 |
| Isabelle Tremblay       | Canada     | inactive  | 2010      | 22      | 0         | 0     | 3      | 0              | 12e (2011)                   | Pinty's Series                                                 |
| Dominique Van Wieringen | Canada     | 30        | 2016      | 15      | 0         | 4     | 6      | 0              | 9e (2016)                    | K&N East                                                       |
| Angie Wilson            | États-Unis | retraitée | 1999      | 45      | 0         | 4     | 6      | 0              | 12e (1999)                   | Goody's Dash Series                                            |

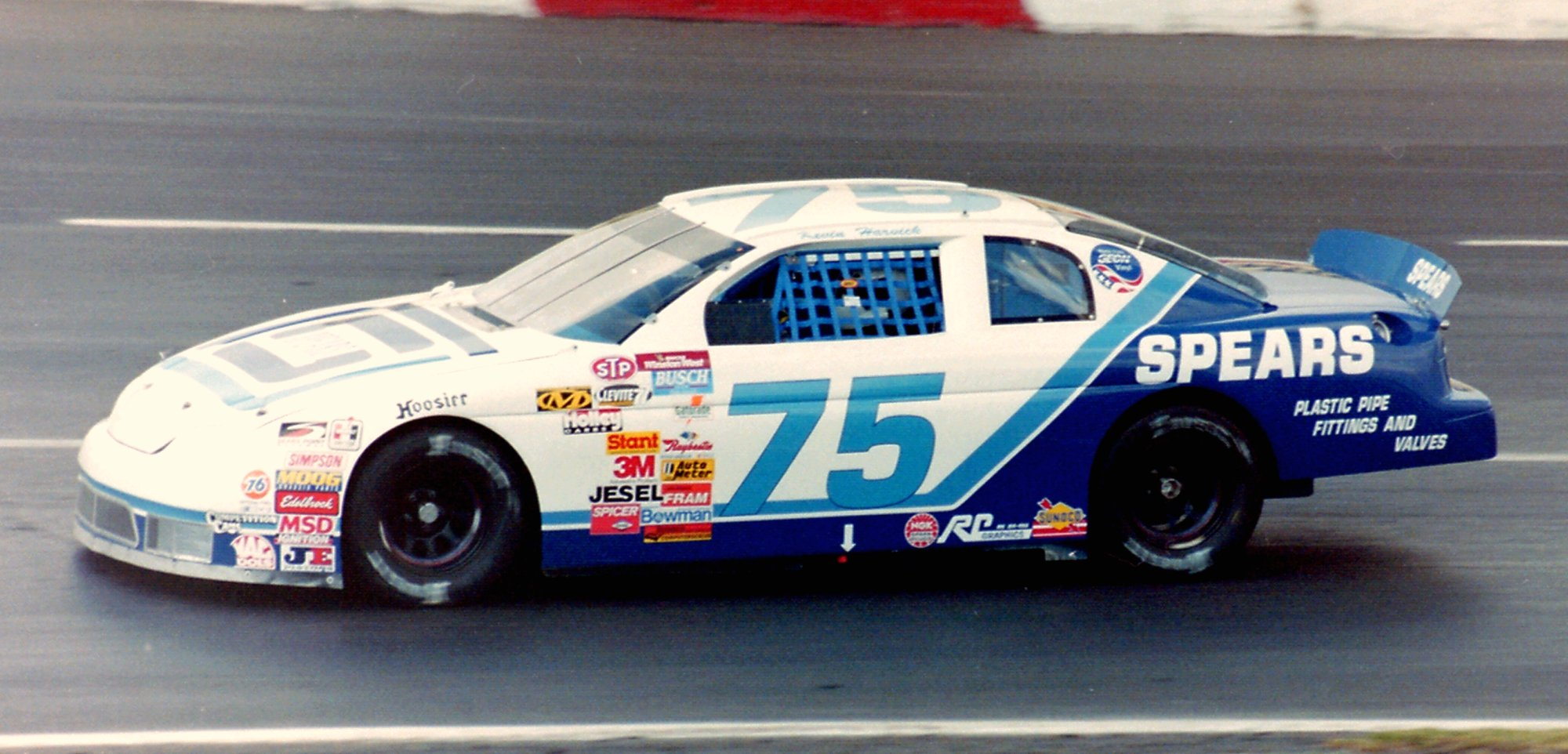
Une Chevy Monte Carlo de K&N Pro Series West 1997.
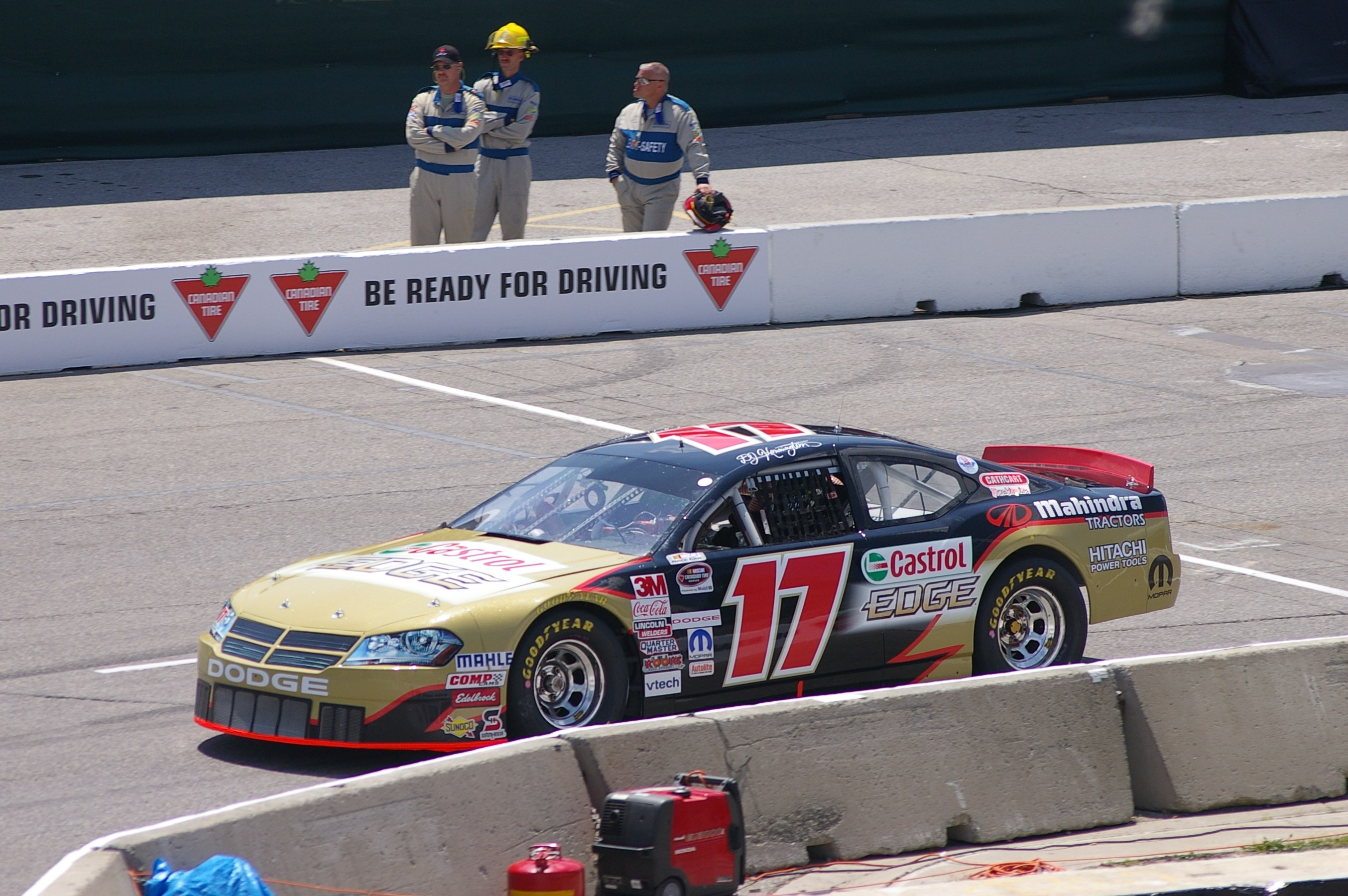
Une Dodge Avenger de Pinty's Series 2010.
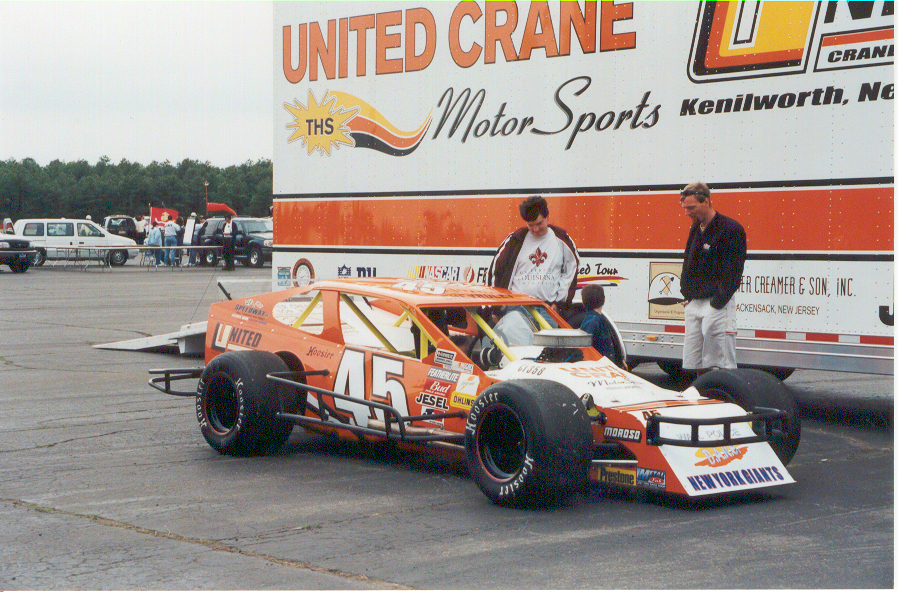
Une Chevy de Whelen Modified (en).